# Fernão Vaz Dourado
Fernão Vaz Dourado (Goa, 1520 – 1580) è stato un cartografo portoghese.

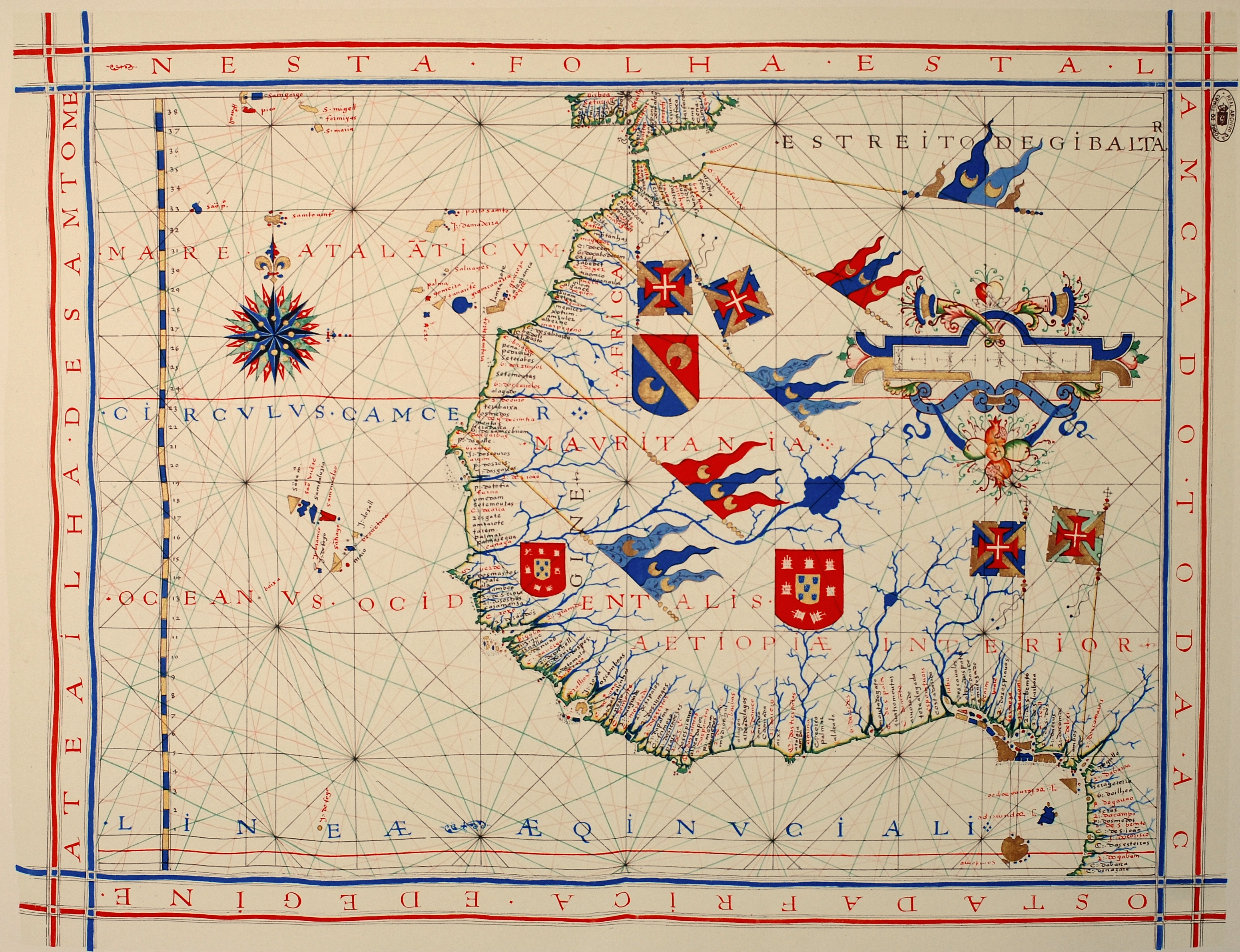
Carta nautuca dell'atlante del 1571, raffigurante la costa nordoccidentale dell'Africa (Archivio nazionale Torre do Tombo, Lisbona). Il testo sul bordo dice: In questo foglio è disegnata tutta la costa dell'Africa e Guinea fino all'Isola di S. Tomé

Facente parte del terzo periodo dell'antica cartografia nautica portoghese, caratterizzato dall'abbandono dell'influenza tolemaica nella rappresentazione dell'Oriente e da una maggiore accuratezza nella raffigurazione delle terre e dei continenti, si sa poco della figura storica del personaggio.
Le opere note di Dourado sono di straordinaria qualità e bellezza ed è considerato come uno dei migliori cartografi della sua epoca. La gran parte delle carte manoscritte è in scala relativamente grande e inclusa in atlanti nautici. Si conoscono i seguenti sei atlanti del periodo 1568-1580:
- 1568 - 20 fogli manoscritti su pergamena, dedicati a D. Luiz de Ataíde (Biblioteca Nacional, Madrid)
- 1570 - 20 fogli manoscritti su pergamena (Huntington Library, San Marino, USA)
- 1571 - 20 fogli manoscritti su pergamena, due furono rubati nel XIX secolo (Torre do Tombo, Lisbona)
- c. 1576 - 20 fogli manoscritti su pergamena (Biblioteca Nacional de Portugal, Lisbona)
- 1575 - 21 fogli manoscritti su pergamena (British Museum, Londra)
- 1580 - 20 fogli manoscritti su pergamena (Biblioteca Nacional de Portugal, Lisbona)

L'atlante del 1568 contiene le prime carte a grande scala di Ceilão (Sri Lanka) e del Giappone, poi copiate da molti altri cartografi.

## Fonti
- Fialho, João Ramalho (2007) – Navegações Portuguesas: Fernão Vaz Dourado.
- Cortesão A. e Mota, Teixeira da (1987)– Portugallae Monumenta Cartographica. Imprensa Nacional – Casa da Moeda, Lisboa.

## Galleria d'immagini

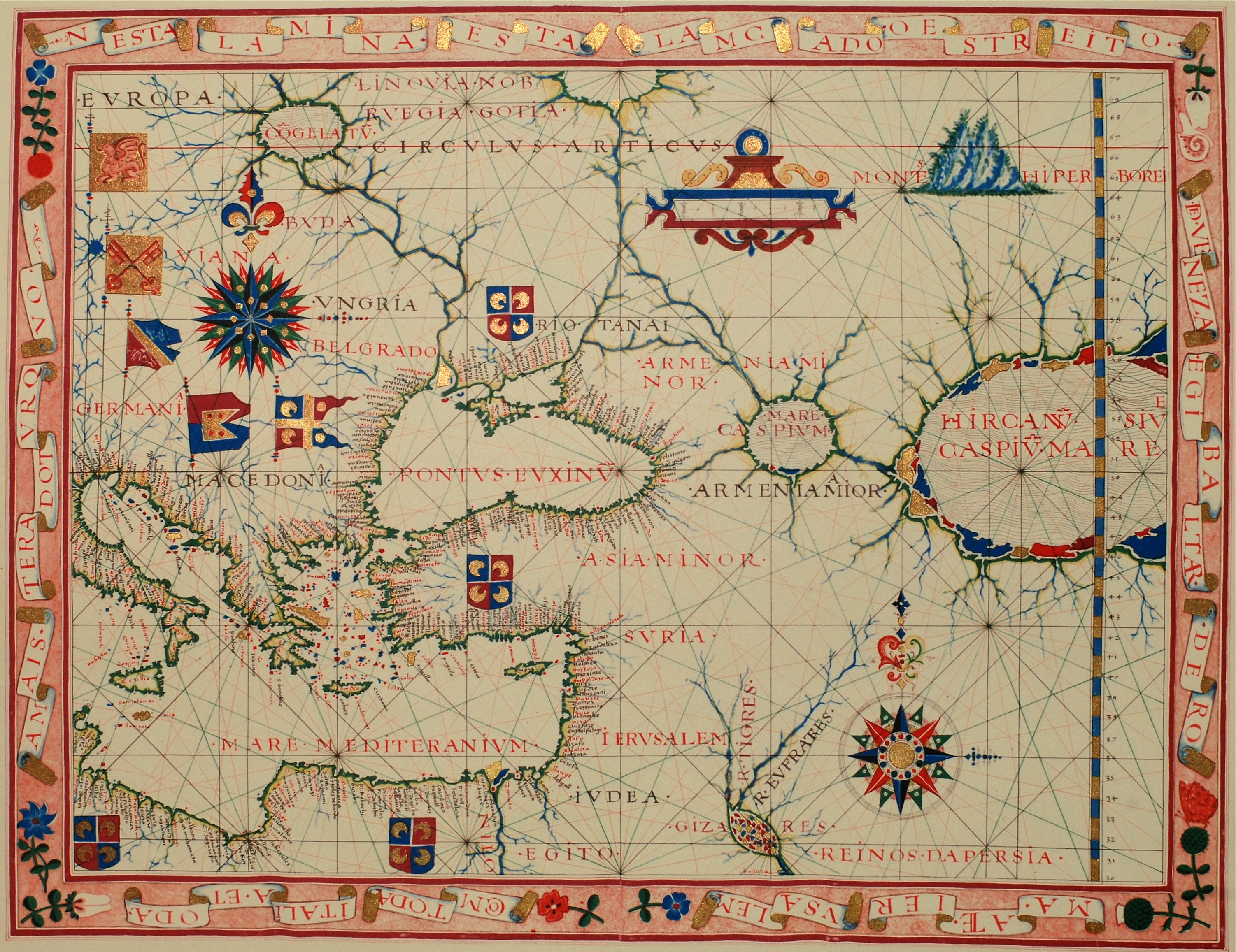
Atlante del 1570 (Huntington Library, San Marino, USA)
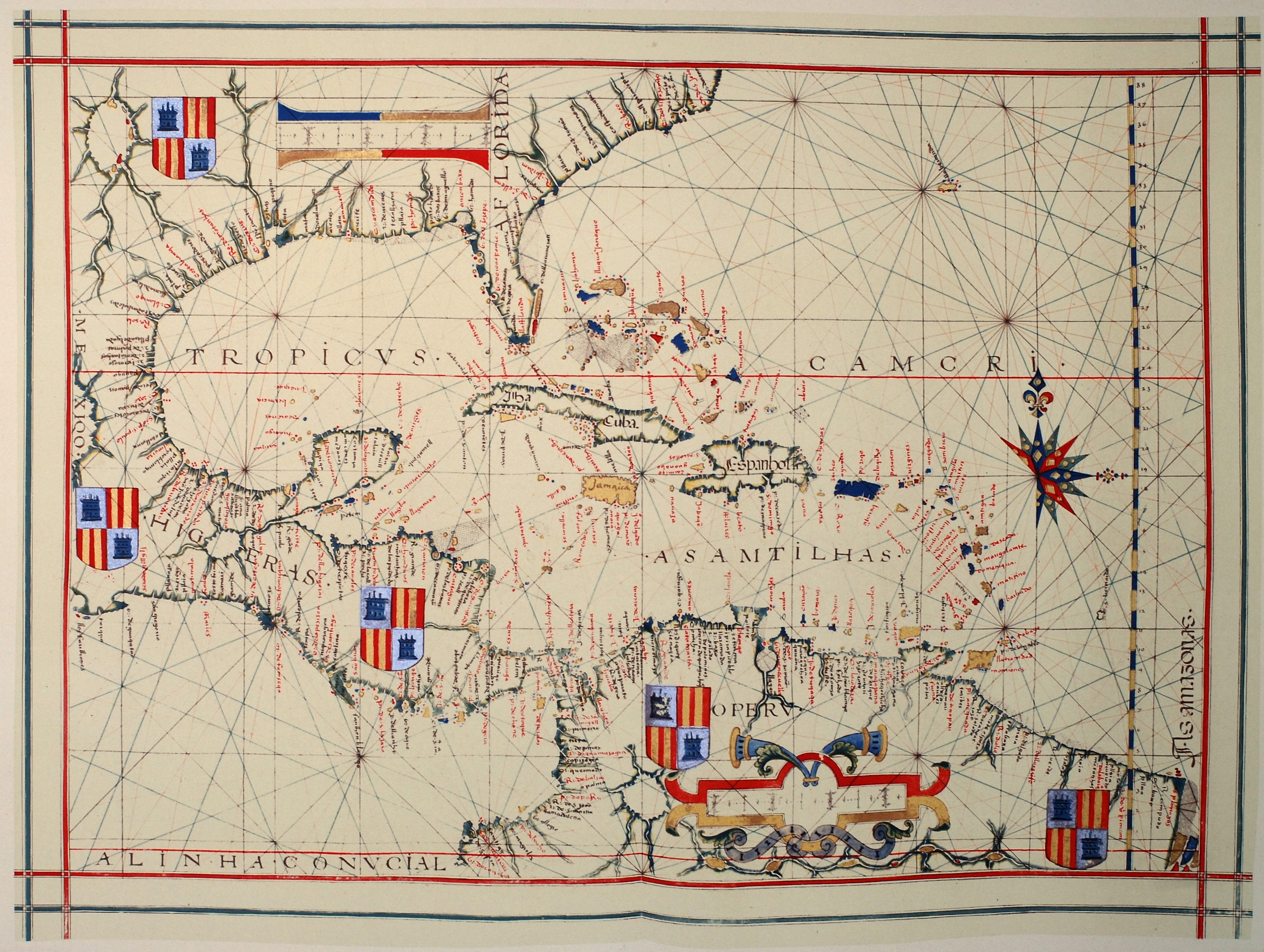
Atlante del 1575 (British Museum, Londra)